# Punta Cardón (Venezuela)
Pour les articles homonymes, voir Punta Cardon.
Punta Cardón est la capitale de la paroisse civile de Punta Cardón de la municipalité de Carirubana de l'État de Falcón au Venezuela. Elle accueille l'une des plus grandes raffineries de pétrole au monde, le complexe de raffinage de Paraguaná.